# Чемпионат СССР по хоккею с мячом 1972/1973
```
25-й 
чемпионат СССР по хоккею с мячом
 проходил с 
25 ноября
 
1972 года
 по 
20 марта
 
1973 года
.
```

В высшей лиге играли 14 команд. Сыграно 182 матча, в них забито 1253 мяча.
Чемпионом СССР стала команда «Динамо» (Москва).

## Первая группа класса "А"
| М  | Команда                            | 1        | 2        | 3       | 4        | 5        | 6        | 7        | 8       | 9        | 10       | 11       | 12       | 13      | 14       | В  | Н | П  | Мячи            | О  |
| -- | ---------------------------------- | -------- | -------- | ------- | -------- | -------- | -------- | -------- | ------- | -------- | -------- | -------- | -------- | ------- | -------- | -- | - | -- | --------------- | -- |
| 1  | «Динамо» (Москва)                  |          | 4:1 1:1  | 3:5 5:1 | 7:5 3:6  | 4:2 3:2  | 10:6 6:3 | 6:1 3:0  | 9:2 4:2 | 10:1 8:0 | 5:3 6:2  | 5:2 4:6  | 7:2 6:4  | 9:3 4:1 | 8:2 7:2  | 22 | 1 | 3  | 147 - 65 = + 82 | 45 |
| 2  | «Динамо» (Алма-Ата)                | 1:1 1:4  |          | 4:0 0:2 | 7:2 4:5  | 7:3 6:5  | 8:4 6:7  | 5:1 9:3  | 5:2 3:3 | 4:1 1:3  | 10:4 6:2 | 11:4 7:1 | 6:2 4:1  | 8:3 4:3 | 5:2 8:2  | 19 | 2 | 5  | 140 - 70 = + 70 | 40 |
| 3  | «Кузбасс» (Кемерово)               | 1:5 5:3  | 2:0 0:4  |         | 2:4 3:7  | 2:1 3:3  | 3:1 2:3  | 5:3 6:5  | 4:2 3:4 | 2:1 2:1  | 5:2 2:2  | 7:3 4:2  | 3:2 4:2  | 5:5 2:3 | 5:2 1:0  | 16 | 3 | 7  | 83 - 70 = + 13  | 35 |
| 4  | «Волга» (Ульяновск)                | 6:3 5:7  | 5:4 2:7  | 7:3 4:2 |          | 4:2 3:6  | 2:10 5:3 | 6:1 2:4  | 8:1 2:3 | 2:2 3:3  | 5:0 4:2  | 1:3 2:2  | 7:3 1:1  | 4:0 4:3 | 6:1 4:2  | 15 | 4 | 7  | 104 - 78 = + 26 | 34 |
| 5  | СКА (Свердловск)                   | 2:3 2:4  | 5:6 3:7  | 3:3 1:2 | 6:3 2:4  |          | 5:1 3:3  | 10:5 2:5 | 2:2 2:2 | 6:1 2:2  | 4:4 6:3  | 7:2 10:4 | 7:2 6:2  | 7:4 2:0 | 10:1 5:4 | 13 | 6 | 7  | 120 - 79 = + 41 | 32 |
| 6  | «Зоркий» (Красногорск)             | 3:6 6:10 | 7:6 4:8  | 3:2 1:3 | 3:5 10:2 | 3:3 1:5  |          | 8:3 2:7  | 4:2 0:1 | 3:0 5:5  | 10:3 2:3 | 5:0 2:2  | 8:1 2:2  | 7:2 1:2 | 6:2 6:2  | 12 | 4 | 10 | 112 - 87 = + 25 | 28 |
| 7  | СКА (Хабаровск)                    | 0:3 1:6  | 3:9 1:5  | 5:6 3:5 | 4:2 1:6  | 5:2 5:10 | 7:2 3:8  |          | 5:2 3:3 | 1:1 2:3  | 10:5 4:2 | 6:3 3:3  | 12:3 2:2 | 3:3 6:2 | 6:2 7:1  | 11 | 5 | 10 | 108 - 99 = + 9  | 27 |
| 8  | «Водник» (Архангельск)             | 2:4 2:9  | 3:3 2:5  | 4:3 2:4 | 3:2 1:8  | 2:2 2:2  | 1:0 2:4  | 3:3 2:5  |         | 4:1 4:1  | 5:3 2:2  | 5:6 7:2  | 5:2 1:3  | 4:2 3:5 | 3:2 5:3  | 11 | 5 | 10 | 79 - 86 = - 7   | 27 |
| 9  | «Вымпел» (Калининград Моск. обл.)  | 0:8 1:10 | 3:1 1:4  | 1:2 1:2 | 3:3 2:2  | 2:2 1:6  | 5:5 0:3  | 3:2 1:1  | 1:4 1:4 |          | 4:3 1:3  | 0:1 5:2  | 5:1 2:1  | 3:2 1:4 | 4:0 2:3  | 8  | 5 | 13 | 53 - 79 = - 26  | 21 |
| 10 | «Локомотив» (Иркутск)              | 2:6 3:5  | 2:6 4:10 | 2:2 2:5 | 2:4 0:5  | 3:6 4:4  | 3:2 3:10 | 2:4 5:10 | 2:2 3:5 | 3:1 3:4  |          | 3:0 3:4  | 3:1 2:4  | 2:1 1:1 | 5:1 3:1  | 7  | 4 | 15 | 70 - 104 = - 34 | 18 |
| 11 | «Уральский трубник» (Первоуральск) | 6:4 2:5  | 1:7 4:11 | 2:4 3:7 | 2:2 3:1  | 4:10 2:7 | 2:2 0:5  | 3:3 3:6  | 2:7 6:5 | 2:5 1:0  | 4:3 0:3  |          | 3:2 2:3  | 3:3 2:3 | 8:3 2:3  | 7  | 4 | 15 | 72 - 114 = - 42 | 18 |
| 12 | «Литейщик» (Караганда)             | 4:6 2:7  | 1:4 2:6  | 2:4 2:3 | 1:1 3:7  | 2:6 2:7  | 2:2 1:8  | 2:2 3:12 | 3:1 2:5 | 1:2 1:5  | 4:2 1:3  | 3:2 2:3  |          | 1:0 2:2 | 4:1 3:3  | 5  | 5 | 16 | 56 - 104 = - 48 | 15 |
| 13 | «Енисей» (Красноярск)              | 1:4 3:9  | 3:4 3:8  | 3:2 5:5 | 3:4 0:4  | 0:2 4:7  | 2:1 2:7  | 2:6 3:3  | 5:3 2:4 | 4:1 2:3  | 1:1 1:2  | 3:2 3:3  | 2:2 0:1  |         | 0:2 2:3  | 5  | 5 | 16 | 59 - 93 = - 34  | 15 |
| 14 | «Юность» (Омск)                    | 2:7 2:8  | 2:8 2:5  | 0:1 2:5 | 2:4 1:6  | 4:5 1:10 | 2:6 2:6  | 1:7 2:6  | 3:5 2:3 | 3:2 0:4  | 1:3 1:5  | 3:2 3:8  | 3:3 1:4  | 3:2 2:0 |          | 4  | 1 | 21 | 50 - 125 = - 75 | 9  |

В верхних строках таблицы приведены результаты домашних матчей, а в нижних-результаты игр на выезде.

## Итоговая таблица чемпионата
| Команда                                | И  | В  | Н | П  | М      | О  |
| -------------------------------------- | -- | -- | - | -- | ------ | -- |
| 1. «Динамо» (Москва)                   | 26 | 22 | 1 | 3  | 147:65 | 45 |
| 2. «Динамо» (Алма-Ата)                 | 26 | 19 | 2 | 5  | 140:70 | 40 |
| 3. «Кузбасс» (Кемерово)                | 26 | 16 | 3 | 7  | 83:70  | 35 |
| 4. «Волга» (Ульяновск)                 | 26 | 15 | 4 | 7  | 104:78 | 34 |
| 5. СКА (Свердловск)                    | 26 | 13 | 6 | 7  | 120:79 | 32 |
| 6. «Зоркий» (Красногорск)              | 26 | 12 | 4 | 10 | 112:87 | 28 |
| 7. СКА (Хабаровск)                     | 26 | 11 | 5 | 10 | 108:99 | 27 |
| 8. «Водник» (Архангельск)              | 26 | 11 | 5 | 10 | 79:86  | 27 |
| 9. «Вымпел» (Калининград Моск. обл.)   | 26 | 8  | 5 | 13 | 53:79  | 21 |
| 10. «Локомотив» (Иркутск)              | 26 | 7  | 4 | 15 | 70:104 | 18 |
| 11. «Уральский трубник» (Первоуральск) | 26 | 7  | 4 | 15 | 72:114 | 18 |
| 12. «Литейщик» (Караганда)             | 26 | 5  | 5 | 16 | 56:104 | 15 |
| 13. «Енисей» (Красноярск)              | 26 | 5  | 5 | 16 | 59:93  | 15 |
| 14. «Юность» (Омск)                    | 26 | 4  | 1 | 21 | 50:125 | 9  |

## Составы команд и авторы забитых мячей
Чемпионы СССР
- 1. «Динамо» (Москва) (17 игроков): Александр Теняков (24; −48), Геннадий Шишков (10; −17) — Евгений Герасимов (24; 23), Леонид Палладий (26; 3), Евгений Горбачёв (26; 1), Александр Дудин (19; 9), Юрий Петров (12; 7), Владимир Плавунов  (25; 6), Вячеслав Соловьёв (24; 7), Владимир Янко (22; 4), Георгий Канарейкин (23; 16), Юрий Лизавин (23; 35), Сергей Майборода (10; 2), Валерий Маслов (24; 19), Владимир Тарасевич (26; 15). В составе команды выступали также Михаил Гордеев (3; 0), Николай Харлов (6; 0).

Серебряные призёры
- 2. «Динамо» (Алма-Ата) (19 игроков): Виктор Замараев (14), Франц Ромбс (23) — Геннадий Любченко (25; 3), Вячеслав Панёв (21; 9), Борис Третьяков (21; 5), Александр Шулепов (25; 0), Яков Апельганец (25; 3), Леонид Лобачёв (20; 4), Анатолий Соколов (15; 0), Николай Шмик (17; 0), Валерий Бочков (24; 33), Юрий Варзин (22; 38), Александр Ионкин (25; 17), Николай Навалихин (25; 3), Алексей Семёнов (10; 2), Борис Чехлыстов (26; 23). В составе команды также выступали вратарь Саулет Рафиков (1), Владимир Созинов (5; 0), Владимир Алексеев (7; 0).

Бронзовые призёры
- 3. «Кузбасс» (Кемерово) (17 игроков): Владимир Краев (26) — Виктор Жданов (22; 2), Анатолий Измаденов (24; 1), Моисей Мозговой (25; 0), Валерий Рябченко (19; 0), Анатолий Трегубов (21; 0), Владимир Балаганский (25; 18), Владимир Бахаев (17; 4), Виктор Бурдыгин (18; 1), Владимир Игонин (15; 0), Владимир Коровин (21; 5), Геннадий Груздев (16; 5), Владимир Евтушенко (14; 0), Валерий Журавлёв (25; 24), Геннадий Савельев (24; 23). В составе команды также выступали Сергей Свердлов (3; 0), вратарь Геннадий Умысков (1).

- 4. «Волга» (Ульяновск) (17 игроков): Леонард Мухаметзянов (24), Пётр Нестеров (8) — Виталий Агуреев (22; 0), Николай Афанасенко (26; 23), Юрий Гаврилов (23; 0), Вячеслав Дорофеев (25; 21), Борис Кияйкин (18; 0), Виктор Колбинов (15; 2), Владимир Куров (21; 14), Борис Малявкин (20; 0), Владимир Масленников (18; 1), Владимир Михеев (20; 0), Анатолий Рушкин (25; 20), Владимир Терехов (20; 7), Михаил Тонеев (24; 16). В команде также выступали Владимир Лампеев (8; 0) и вратарь Владимир Кузнецов (1).

- 5. СКА (Свердловск) (19 игроков): Валерий Попков (25), Владимир Чермных (15) — Леонид Воронин (25; 1), Олег Грибов (22; 12), Александр Гусев (1; 0), Николай Дураков (25; 49), Александр Зверев (12; 0), Александр Измоденов (25; 19), Семён Ковальков (21; 0), Сергей Королёв (15; 0), Александр Куземчик (18; 1), Владимир Ордин (21; 3), Леонид Павловский (26; 0), Сергей Пискунов (1; 2), Валерий Полодухин (26; 1), Александр Сивков (24; 18), Валентин Хардин (23; 1), Виктор Шеховцев (23; 0), Валерий Эйхвальд (25; 13).

- 6. «Зоркий» (Красногорск) (19 игроков): Валерий Мозгов (26), Владимир Болденко (15) — Анатолий Козлов (23; 6), Геннадий Кушнир (25; 26), Сергей Лапин (24; 6), Евгений Манкос (25; 15), Виктор Маркин (13; 1), Анатолий Мосягин (25; 5), Евгений Папугин (25; 33), Виктор Рыбин (25; 9), Николай Сазонов (23; 0), Виктор Солдатов (23; 1), Николай Соловьёв (22; 3), Николай Чегодаев (19; 7). В составе команды также выступали Александр Глазов (7; 0), Евгений Коростелёв (3; 0), Александр Никитин (9; 0), Владимир Рыбин (1; 0) и Виктор Чугунов (2; 0).

- 7. СКА (Хабаровск) (19 игроков): Валерий Косс (13), Сергей Лазарев (6), Анатолий Лутков (15) — Евгений Агуреев (17; 14), Владимир Башан (26; 27), Виктор Булдыгин (22; 12), Александр Волков (19; 0), Анатолий Гладилин (25; 1), Владимир Ивашин (6; 3), Виктор Ковалёв (25; 2), Константин Колесов (18; 0), Сергей Кривоногов (3; 0),  Сергей Кузнецов (23; 0), Виктор Ломанов (12; 1), Александр Першин (22; 0), Владислав Помазкин (22; 1), Сергей Слепов (25; 5), Анатолий Фролов (23; 28), Михаил Ханин (19; 14).

- 8. «Водник» (Архангельск) (19 игроков): Александр Лебедев (14), Виталий Сандул (16) — Сергей Васильев (13; 1), Виктор Грайм (22; 3), Валерий Кашкарёв (22; 2), Вячеслав Малахов (25; 6), Леонид Марков (23; 11), Александр Матвеев (11; 0), Александр Митричев (25; 6), Роберт Овчинников (25; 1), Виталий Петровский (20; 0), Леонид Погребной (23; 1), Сергей Попов (18; 3), Сергей Семёнов (25; 36), Александр Скирденко (16; 0), Борис Скрынник (7; 0), Александр Сухондяевский (24; 7), Евгений Юшманов (15; 2). В команде также выступал Анатолий Светоносов (2; 0).

- 9. «Вымпел» (Калининград Московской области) (18 игроков): Виктор Громаков (18), Виктор Коротков (14) − Евгений Базаров (22; 2), Анатолий Грезнев (23; 1), Виталий Данилов (23; 0), Валерий Карпихин (18; 0), Борис Княжев (21; 1), Евгений Косоруков (21; 1), Валентин Кучин (22; 6), Юрий Лагош (24; 6), Владимир Перепелов (26; 12), Анатолий Попов (5; 0), Геннадий Сибиркин (25; 3), Валерий Соколов (17; 6), Валерий Соломонов (21; 0), Виктор Стариков (26; 4), Николай Черноусов (12; 2), Геннадий Шахманов (24; 9).

- 10. «Локомотив» (Иркутск) (18 игроков): Виктор Елизаров (20), Сергей Паженцев (1), Николай Слинько (8) — Всеволод Белый (22; 0), Анатолий Данилов (22; 0), Евгений Данилов (17; 1), Василий Зырянков (18; 2), Олег Катин (12; 2), Валентин Клименко (23; 1), Виталий Колесников (26; 5), Александр Комаровский (6; 3), Юрий Максимов (21; 8), Олег Михалёв (23; 0), Сергей Сиротенко (12; 1), Олег Суставов (23; 3), Анатолий Терентьев (25; 29), Борис Хандаев (23; 6), Игорь Хандаев (23; 9).

- 11. «Уральский трубник» (Первоуральск) (20 игрок): Геннадий Михайловских (19), Юрий Школьный (9) − Виктор Ветчинов (26; 2), Юрий Герасимов (18; 0), Сергей Гладких (24; 0), Владимир Денисов (16; 11), Николай Денисов (26; 13), Василий Домничев (4; 0), Александр Дубов (4; 0), Евгений Злоказов (24; 2), Евгений Измоденов (25; 9), Геннадий Кондаков (3; 1), Борис Краснопёров (3; 0), Александр Мальцев (26; 17), Юрий Панченко (20; 2), Николай Полушин (8; 2), Александр Пузырёв (25; 4), Александр Хайдуков (25; 8), Валерий Чулочников (10; 1), Виктор Шмарков (24; 0).

- 12. «Литейщик» (Караганда) (18 игроков): Юрий Жабин (22), Николай Щёлоков (7) — Владимир Алексеев (15; 4), Валерий Анциферов (20; 2), Тастанбек Аринов (25; 0), Геннадий Баданин (25; 0), Юрий Блохин (26; 10), Алексей Бочарников (24; 0), Виктор Гебгард (11; 0), Игорь Грицаев (22; 0), Владислав Ермолов (25; 18), Виктор Зуев (26; 7), Александр Майорин (21; 3), Владислав Плесовских (2; 0), Юрий Поповцев (16; 0), Иван Раков (14; 1), Александр Стухин (26; 10), Виктор Чернов (12; 1).

- 13. «Енисей» (Красноярск) (18 игроков): Геннадий Бердинский (15), Леонид Паценкер (16) — Владимир Артёмов (25; 13), Борис Бутусин (23; 0), Владимир Вишнневский (25; 0), Владимир Гуртовой (23; 4), Валерий Желтобрюхов (15; 0), Юрий Иванов (22; 7), Александр Корешников (9; 1), Валерий Коржнев (14; 3), Владимир Куманёв (21; 4), Владимир Лазарев (14; 3), Виталий Лазицкий (20; 1), Виктор Лыков (5; 0), Юрий Непомнющий (26; 5), Геннадий Преловский (26; 3), Валерий Селиванов (25; 15), Юрий Шувалов (26; 0).

- 14. «Юность» (Омск) (17 игроков): Александр Иордан (15), Владимир Тюрнин (14) − Юрий Акищев (21; 5), Николай Вершков (21; 0), Анатолий Ворожцов (25; 6), Виктор Галкин (5; 1), Виктор Дёмин (21; 0), Виктор Ивлев (23; 0), Александр Кузнецов (4; 2), Виктор Масленников (14; 1), Александр Найданов (26; 14), Василий Першин (24; 0), Владимир Савченко (24; 5), Владимир Скуридин (14; 1), Владимир Тотменин (25; 0), Александр Шуешкин (22; 2), Владимир Юдин (26; 13).

Лучший бомбардир — Николай Дураков, СКА (Свердловск) — 49 мячей.
По итогам сезона определён список 22 лучших игроков.

## Вторая группа класса «А»
Соревнования прошли с 9 декабря 1972 по 4 марта 1973 года. На предварительном этапе 17 команд, разбитых на три подгруппы определили победителей подгрупп. В финал выходили по две лучшие команды из каждой подгруппы, которые определили победителя второй группы класса "А" и обладателя путёвки в первую группу.

### Первая подгруппа
| М | Команда                     | 1               | 2               | 3               | 4                | 5                | В  | Н | П  | Мячи           | О  |
| - | --------------------------- | --------------- | --------------- | --------------- | ---------------- | ---------------- | -- | - | -- | -------------- | -- |
| 1 | «Североникель» (Мончегорск) |                 | 6:1 6:2 2:2 7:1 | 6:1 7:1 2:3 3:4 | 9:1 5:4 5:6 4:1  | 4:1 5:2 1:3 3:6  | 10 | 1 | 5  | 75 - 39 = + 36 | 21 |
| 2 | «Фили» (Москва)             | 2:2 1:7 1:6 2:6 |                 | 3:4 2:0 1:2 0:0 | 9:2 8:3 4:5 4:1  | 2:1 8:2 5:3 2:0  | 8  | 2 | 6  | 54 - 44 = + 10 | 18 |
| 3 | «Север» (Северодвинск)      | 3:2 4:3 1:6 1:7 | 2:1 0:0 4:3 0:2 |                 | 2:1 2:2 1:6 4:5  | 4:1 3:0 1:3 2:2  | 7  | 3 | 6  | 34 - 44 = - 10 | 17 |
| 4 | «Красная заря» (Ленинград)  | 6:5 1:4 1:9 4:5 | 5:4 1:4 2:9 3:8 | 6:1 5:4 1:2 2:2 |                  | 11:4 6:2 1:7 1:4 | 6  | 1 | 9  | 56 - 74 = - 18 | 13 |
| 5 | «Строитель» (Сыктывкар)     | 3:1 6:3 1:4 2:5 | 3:5 0:2 1:2 2:8 | 3:1 2:2 1:4 0:3 | 7:1 4:1 4:11 2:6 |                  | 5  | 1 | 10 | 41 - 59 = - 18 | 11 |

Лучший бомбардир: В. Рылеев «Североникель» (Мончегорск) − 26 мячей.

### Вторая подгруппа
| М | Команда                      | 1               | 2               | 3                | 4               | 5               | 6                | В  | Н | П  | Мячи           | О  |
| - | ---------------------------- | --------------- | --------------- | ---------------- | --------------- | --------------- | ---------------- | -- | - | -- | -------------- | -- |
| 1 | «Торпедо» (Сызрань)          |                 | 4:2 5:2 0:7 1:4 | 8:0 4:1 3:1 2:3  | 5:1 2:2 5:1 5:3 | 9:2 9:1 5:2 1:3 | 6:1 6:1 1:1 3:2  | 14 | 2 | 4  | 84 - 40 = + 44 | 30 |
| 2 | «Старт» (Горький)            | 7:0 4:1 2:4 2:5 |                 | 8:0 4:1 3:0 1:3  | 2:1 6:3 3:1 1:3 | 2:2 6:1 5:2 1:2 | 3:1 7:0 5:1 2:5  | 13 | 1 | 6  | 74 - 36 = + 38 | 27 |
| 3 | «Труд» (Краснотурьинск)      | 1:3 3:2 0:8 1:4 | 0:3 3:1 0:8 1:4 |                  | 4:2 1:3 3:3 1:4 | 1:2 2:2 3:2 1:1 | 12:3 4:3 1:0 1:0 | 8  | 3 | 9  | 43 - 58 = - 15 | 19 |
| 4 | «Труд» (Куйбышев)            | 1:5 3:5 1:5 2:2 | 1:3 3:1 1:2 3:6 | 3:3 4:1 2:4 3:1  |                 | 4:2 2:1 1:1 2:4 | 2:2 2:1 3:2 2:4  | 7  | 4 | 9  | 45 - 55 = - 10 | 18 |
| 5 | «Никельщик» (Верхний Уфалей) | 2:5 3:1 2:9 1:9 | 2:5 2:1 2:2 1:6 | 2:3 1:1 2:1 2:2  | 1:1 4:2 2:4 1:2 |                 | 2:2 4:1 1:3 0:3  | 5  | 5 | 10 | 37 - 63 = - 26 | 15 |
| 6 | «Нефтяник» (Новокуйбышевск)  | 1:1 2:3 1:6 1:6 | 1:5 5:2 1:3 0:7 | 0:1 0:1 3:12 3:4 | 2:3 4:2 2:2 1:2 | 3:1 3:0 2:2 1:4 |                  | 4  | 3 | 13 | 36 - 67 = - 20 | 11 |

Лучший бомбардир: В. Бетев «Торпедо» (Сызрань) − 26 мячей.

### Третья подгруппа
| М | Команда                       | 1                | 2                | 3               | 4               | 5                | 6               | В  | Н | П  | Мячи           | О  |
| - | ----------------------------- | ---------------- | ---------------- | --------------- | --------------- | ---------------- | --------------- | -- | - | -- | -------------- | -- |
| 1 | «Водник» (Усть-Кут)           |                  | 3:4 3:1 3:3 +:-  | 6:2 6:2 4:4 4:4 | 2:2 2:1 3:3 4:3 | 8:0 4:1 5:1 10:4 | 6:4 6:0 3:2 4:0 | 14 | 5 | 1  | 86 - 41 = + 45 | 33 |
| 2 | «Строитель» (Хабаровск)       | 3:3 -:+ 4:3 1:3  |                  | 6:3 3:5 6:1 3:2 | 6:2 3:1 3:3 2:1 | 12:2 9:2 4:2 6:4 | 6:2 -:+ 8:4 7:3 | 14 | 2 | 4  | 92 - 46 = + 46 | 30 |
| 3 | «Локомотив» (Могоча)          | 4:4 4:4 2:6 2:6  | 1:6 2:3 3:6 5:3  |                 | 3:2 4:2 3:2 2:3 | 3:2 4:2 2:2 1:0  | 6:3 6:3 2:3 2:5 | 9  | 3 | 8  | 61 - 67 = - 6  | 21 |
| 4 | «Амур» (Комсомольск-на-Амуре) | 3:3 3:4 2:2 1:2  | 3:3 1:2 2:6 1:3  | 2:3 3:2 2:3 2:4 |                 | 8:2 3:3 4:4 6:4  | 1:1 1:0 2:1 3:2 | 6  | 6 | 8  | 53 - 54 = - 1  | 18 |
| 5 | «Восток» (Арсеньев)           | 1:5 4:10 0:8 1:4 | 2:4 4:6 2:12 2:9 | 2:2 0:1 2:3 2:4 | 4:4 4:6 2:8 3:3 |                  | 3:2 2:1 4:1 0:0 | 3  | 4 | 7  | 44 - 93 = - 49 | 10 |
| 6 | «Металлург» (Братск)          | 2:3 0:4 4:6 0:6  | 4:8 3:7 2:6 +:-  | 3:2 5:2 3:6 3:6 | 1:2 2:3 1:1 0:1 | 1:4 0:0 2:3 1:2  |                 | 3  | 2 | 15 | 37 - 72 = - 35 | 8  |

Лучший бомбардир: В. Говорков «Водник» (Усть-Кут) − 28 мячей.

### Финал
Прошёл в Горьком с 24 февраля по 4 марта 1973 года.
| М | Команда                     | 1   | 2   | 3   | 4   | 5   | 6   | В | Н | П | Мячи          | О |
| - | --------------------------- | --- | --- | --- | --- | --- | --- | - | - | - | ------------- | - |
| 1 | «Старт» (Горький)           |     | 2:2 | 8:2 | 3:0 | 4:1 | 0:0 | 3 | 2 | 0 | 17 - 5 = + 12 | 8 |
| 2 | «Фили» (Москва)             | 2:2 |     | 3:3 | 2:1 | 4:0 | 7:1 | 3 | 2 | 0 | 18 - 7 = + 11 | 8 |
| 3 | «Североникель» (Мончегорск) | 2:8 | 3:3 |     | 4:2 | 1:1 | 2:2 | 1 | 3 | 1 | 12 - 16 = - 4 | 5 |
| 4 | «Водник» (Усть-Кут)         | 0:3 | 1:2 | 2:4 |     | 3:2 | 4:4 | 1 | 1 | 3 | 10 - 15 = - 5 | 3 |
| 5 | «Строитель» (Хабаровск)     | 1:4 | 0:4 | 1:1 | 2:3 |     | 4:3 | 1 | 1 | 3 | 8 - 15 = - 7  | 3 |
| 6 | «Торпедо» (Сызрань)         | 0:0 | 1:7 | 2:2 | 4:4 | 3:4 |     | 0 | 3 | 2 | 10 - 17 = - 7 | 3 |

- «Старт» (Горький) (19 игроков): Виктор Федулов (25), Виктор Морозов (4), Николай Варфоломеев (3) − Виктор Пугачёв (25; 23), Владимир Тарханов (25; 11), Сергей Бревнов (24; 9), Георгий Дмитриев (24; 1), Юрий Катаев (24; 1), Вячеслав Крыгин (24; 29), Анатолий Паршин (24; 0), Евгений Горячев (23; 9), Евгений Родичев (22; 7), Борис Алексеев (20; 0), Вячеслав Таболкин (20; 0), Виктор Рябов (19; 1), Олег Бельков (14; 0), Виктор Игнатьев (9; 0), Александр Севостьянов (5; 0), Юрий Жогов (2; 0). Главный тренер Юрий Ефимович Фокин.

Право выступать в первой группе класса "А" завоевал «Старт» (Горький). Команды, занявшие последние места в подгруппах, должны были покинуть класс "А", однако решением Федерации хоккея с мячом «Строитель» (Сыктывкар) и «Металлург» (Братск) сохранили свои позиции.

## Класс "Б"
Соревнования в классе "Б" прошли в три этапа. На первом этапе прошли чемпионаты областей, краёв,  городов и АССР. Лучшие команды допускались к зональным соревнованиям. На втором этапе, состоявшемся с 26 января по 9 февраля 1973 года, прошли зональные соревнования. Было допущено 53 команды, участвовали 48 команд (не прибыли представители Коми АССР, Вологодской, Липецкой, Мурманской и Псковской областей). Команды были разбиты на 8 зон. В пяти зонах, где число команд было от 5 до 6 были проведены однокруговые турниры. В трёх зонах участвовало по 7 команд, и каждая зона была разбита на две подгруппы. Вначале были проведены однокруговые турниры, затем состоялись стыковые матчи.
- Первая зона. (Чита). Победитель «Горняк» (Чита).
- Вторая зона. (Красноярск). Победитель «Рассвет» (Красноярск).
- Третья зона. (Первоуральск), Свердловская область. Победитель «Хромпик» (Первоуральск).
- Четвёртая зона. (Саранск). Победитель «Электрон» (Курск).
- Пятая зона. (Оренбург). Победитель «Локомотив» (Оренбург).
- Шестая зона. (Калуга). Победитель «Металлист» (Калининград).
- Седьмая зона. (Киров). Победитель «Родина» (Киров).
- Восьмая зона. (Волхов), Ленинградская область. «Планета» (Калинин).

Показатели призёров в зональных турнирах: «Локомотив» (Оренбург) − 3 матча, 3 победы, мячи 13-4; «Хромпик» (Первоуральск) − 3 матча, 3 победы, мячи 33-8; «Родина» (Киров) − 4 матча, 4 победы, мячи 26-6.

### Финальный турнир XXI чемпионата РСФСР
Заключительный этап соревнований состоялся с 20 февраля по 1 марта 1973 года в Оренбурге. В нём приняли участие 7 победителей зон («Рассвет» (Красноярск) на финал не прибыл).
| М | Команда                   | 1    | 2    | 3    | 4   | 5    | 6    | 7    | В | Н | П | Мячи           | О  |
| - | ------------------------- | ---- | ---- | ---- | --- | ---- | ---- | ---- | - | - | - | -------------- | -- |
| 1 | «Локомотив» (Оренбург)    |      | 2:0  | 1:0  | 2:0 | 4:3  | 10:0 | 9:1  | 6 | 0 | 0 | 28 - 4 + 24    | 12 |
| 2 | «Хромпик» (Первоуральск)  | 0:2  |      | 6:1  | 3:2 | 12:1 | 19:2 | 10:3 | 5 | 0 | 1 | 50 - 11 = + 39 | 10 |
| 3 | «Родина» (Киров)          | 0:1  | 1:6  |      | 6:1 | 2:0  | 11:3 | 11:2 | 4 | 0 | 2 | 31 - 13 = + 18 | 8  |
| 4 | «Металлист» (Калининград) | 0:2  | 2:3  | 1:6  |     | 2:2  | 6:0  | 6:2  | 2 | 1 | 3 | 17 - 15 = + 2  | 5  |
| 5 | «Электрон» (Курск)        | 3:4  | 1:12 | 0:2  | 2:2 |      | 6:5  | 2:2  | 1 | 2 | 3 | 14 - 27 = - 13 | 4  |
| 6 | «Горняк» (Чита)           | 0:10 | 2:19 | 3:11 | 0:6 | 5:6  |      | 6:4  | 1 | 0 | 5 | 16 - 56 = - 40 | 2  |
| 7 | «Планета» (Калинин)       | 1:9  | 3:10 | 2:11 | 2:6 | 2:2  | 4:6  |      | 0 | 1 | 5 | 14 - 44 = - 30 | 1  |

- «Локомотив» (Оренбург): В. Скрябин (8), Ю. Шаронин (4) — В. Кукушкин (9; 0), А. Лоханов (9; 4), А. Лымарев (9; 0), М. Рахматуллин (9; 7), В. Смирнов (9; 13), Р. Тагиров (9; 0), В. Макеев (8; 10), Б. Банников (7; 2), В. Елисеев (7; 0), Т. Искандеров (7; 2), В. Ширнин (7; 1), М. Галеев (6; 1), А. Сафонов (5; 0), В. Горский (4; 2), А. Куприянов (2; 0). Тренер О. Г. Алешин.
- «Хромпик» (Первоуральск): Б. Воробьёв (7), В. Карякин (4) — В. Ватолин (9; 5), Н. Вяткин (9; 7), В. Кондрашов (9; 0), М. Новосёлов (9; 4), Н. Перфильев (9; 17), А. Шахмаев (9; 16), Б. Вашенков (8; 1), С. Герасимов (8; 7), А. Зайцев (8; 6), Б. Коломацкий (8; 0), А. Сафронов (8; 6), Ю. Хробостов (8; 0), С. Ешпанов (7; 0), А. Кузнецов (6; 14), В. Буравов (4; 0).
- «Родина» (Киров) : Е. Валов (10) − С. Беляев (10; 6), Л. Донских (10; 4), В. Дудин (10; 1), В. Зязев (10; 0), В. Кислухин (10; 0), А. Марихин (10; 1), В. Никитин (10; 18), В. Розов (10; 1), В. Стариков (10; 18), Л. Башков (9; 3), А. Демаков (9; 2), В. Потанин (4;0), Е. Стариков (4;3), А. Урванцев (3;0), А. Казаковцев (1;0), В. Филатьев (1;0). Тренер и запасной вратарь В. Д. Бурков.